# 1994 UJ
1994 UJ är en asteroid i huvudbältet som upptäcktes den 31 oktober 1994 av den japanska astronomen Takao Kobayashi vid Ōizumi-observatoriet.
Asteroiden har en diameter på ungefär 3 kilometer.